# Массовое похищение в Чибоке
Массовое похищение в Чибоке произошло в ночь с 14 на 15 апреля 2014 года, когда не менее 276 девушек-школьниц, в основном из христианских семей, были похищены из государственной средней школы в городе Чибок (штат Борно, Нигерия). Ответственность за похищение взяли джихадисты из секты «Боко харам», исповедующей такфиризм, действующей на северо-востоке Нигерии. 6 мая стало известно о ещё восьми похищенных школьницах. До настоящего момента кризис с заложниками не разрешён, несмотря на все усилия международного сообщества. В плену у боевиков находятся 219 школьниц.

## Предыстория
Отрицающая образование и христианские ценности исламистская группировка «Боко харам» добивается создания исламского халифата на севере Нигерии, населённом преимущественно мусульманами. В мае 2013 года президент Нигерии Гудлак Джонатан объявил в стране чрезвычайное положение и отдал распоряжение начать армейскую операцию против боевиков, так как в последнее время их вылазки происходят все чаще и становятся более жестокими. Позже Гудлак Джонатан отправил в отставку министра обороны и командующих родами войск. Неспособность властей справиться с боевиками ведёт к политическому кризису. Всё больше сторонников правительства пополняют ряды оппозиции. К концу 2013 года вооружённым силам Нигерии в ходе антитеррористического рейда удалось разгромить базы исламистов в городе Майдугури и дальше на север у берегов озера Чад. Однако разрозненные группы боевиков продолжают совершать теракты и нападения. В ноябре 2013 года помощник президента США по вопросам борьбы с терроризмом Лиза Монако объявила о внесении «Боко харам» в список террористических организаций.

## Похищение
В ночь с 14 на 15 апреля 2014 года, боевики радикальной исламистской организации «Боко харам» напали на среднюю школу в городе Чибок штата Борно на севере Нигерии и похитили, по первоначальным данным, более сотни школьниц. Школу охраняли солдаты вооружённых сил Нигерии в преддверии ежегодных экзаменов. Поздно ночью боевики приехали на грузовиках, ворвались в общежитие и потребовали, чтобы их провели на школьный склад, и чтобы девочки перенесли продукты со склада в грузовики, а потом приказали и им туда же забраться. Девочек затолкали в автобус и два грузовика, нагруженные продовольствием и баками с бензином. Конвой проехал через три деревни, после чего один грузовик сломался и остановился, что дало возможность 10 или 15 девушкам выпрыгнуть из кузова и скрыться в лесу. Перед уходом боевиков здание школы было подожжено. Позже данные были уточнены — похищено не менее 234 учащихся. Позднее официальный представитель армии Нигерии генерал-майор Крис Олуколаде сообщил, что военнослужащие освободили большую часть школьниц, не уточнив точное число освобождённых девушек, но отметив, что неизвестна судьба лишь восьми из более чем 100 похищенных, и сказав, что один из похитителей был задержан. Однако директор школы, где учились девушки, не подтвердил эту информацию, а, в свою очередь, губернатор штата Борно Кашим Шеттима сообщил, что в город Чибок вернулись уже 52 школьницы, не уточнив каким образом им удалось сбежать. Позже помощник губернатора штата Борно сказал, что «только 14 учениц возвратились» живыми и здоровыми, убежали от похитителей сами и не были освобождены в результате военной операции, тем самым опровергнув заявления армейского командования.
На тот момент боевики не выдвигали никаких требований и не делали никаких заявлений. Предположительно, похитители разбились на несколько групп, и каждая из них удерживает одну-двух девочек. Боевики всё ещё находятся на территории страны, рассредоточившись в лесу Самбиса площадью в 60 тысяч км² у границы с Камеруном.

## Следствие, поиск похищенных и сопутствующие события

### 2014, апрель
К 26 апреля недалеко от места похищения у населённого пункта Буланбули в штате Борно на северо-востоке Нигерии, где находятся базы «Боко харам», обострились столкновения между армией и отрядами боевиков. В результате боёв погибли более 40 террористов, среди военнослужащих погибло 44 человека, 9 получили ранения.

### 2014, май

#### 2014, май, 01—10 мая
1 мая 500 одетых в красное женщин от организации «Женщины за мир и справедливость» обратились с требованием к властям содействовать освобождению захваченных террористами в плен школьниц и провести для этого переговоры прошли маршем по улицам столицы Нигерии Абуджи к зданию Национальной ассамблеи, чтобы вручить правительству жалобу на недостаточно активное способствование освобождению девочек. Старейшина города Чибок Пого Битрус заявил, что девочек перевезли через озеро Чад на территорию Камеруна, а затем продали там по 15 долларов за каждую. Ранее он говорил, что 43 школьницы сбежали из плена, а 230 всё ещё остаются в опасности. Министр внутренних дел Нигерии Абба Моро сообщил, что правительство не может в деталях рассказать о предпринимаемых мерах, так как боевики пообещали убить похищенных.
5 мая лидер «Боко харам» Абубакар Шекау взял на себя ответственность за похищение девушек путём видеообращения, в котором сказал:
Я говорю всем вам: я захватил девушек. Девушки должны выходить замуж. Мы против западного образования, я говорю: остановите западное образование, они должны его бросить, женщины должны выходить замуж. Я повторяю, я похитил девушек и я их буду продавать их на рынке, клянусь Аллахом.
6 мая на брифинге в Женеве пресс-секретарь Управления ООН по правам человека Руперт Колвилл напомнил преступникам об абсолютном международном запрете рабства вообще и сексуального рабства в частности, подчеркнув, что действия боевиков могут быть квалифицированы как преступления против человечества.
Президент Нигерии Гудлак Джонатан заявил, что правительство до сих пор не знает о местонахождении похищенных девушек, и обратился за помощью в вопросах безопасности к правительствам США, Великобритании, Франции и Китая. В ответ представитель Государственного департамента США Мари Харф заявила, что США помогут Нигерии в противодействии терроризму через обмен разведданными и окажут поддержку «в той форме, которая кажется наиболее подходящей». Пресс-секретарь Белого дома Джей Карни сказал:
Мы считаем произошедшее возмутительной страшной трагедией. Президент был проинформирован несколько раз, и наши службы национальной безопасности продолжают пристально следить за ситуацией. Государственный департамент находится в постоянном контакте с нигерийскими властями, чтобы решить, как именно мы сможем помочь найти и освободить этих девушек.
Президент США Барак Обама, назвав похищение девочек «душераздирающим» и «возмутительным» и сказав, что «Боко харам» является «одной из самых ужасных региональных террористических организаций», заявил об отправке в Нигерию группы экспертов, включающей военнослужащих и специалистов по переговорам по освобождению заложников:
Мы уже отправили группу экспертов в Нигерию. Они согласились принять нашу помощь. В группу вошли военные, сотрудники правоохранительных органов и других служб. Они будут искать девочек и смогут предоставить им необходимую помощь. «Боко харам» — одна из самых опасных террористических группировок в Нигерии. Они многие годы беспощадно убивают людей. Мы призываем жителей Нигерии к более тесному сотрудничеству. Это даст нам возможность мобилизовать международное сообщество и, наконец, вместе принять меры против этой жуткой группировки, совершившей настолько ужасное преступление.
Государственный секретарь США Джон Керри заявил, что в американском посольстве в Абудже открывается координационный центр по поиску похищенных школьниц. Официальный представитель Государственного департамента Джен Псаки сказала, что в работе центра будут принимать участие обладающие соответствующим опытом эксперты, чьей задачей является помощь в ведении расследования, разведки и переговорного процесса.
Премьер-министр Великобритании Дэвид Кэмерон сказал:
Мы должны быть предельно ясны, это не только проблема Нигерии, это глобальный вопрос. Вокруг нас — экстремисты-исламисты, которые выступают против образования, против прогресса, против равенства. И мы должны бороться с ними и достать их всюду, где бы они ни были.
Министр иностранных дел Великобритании Уильям Хейг заявил, что «мы предлагаем практическую помощь», добавив:
Действия боевиков группировки «Боко харам», которые используют девочек в качестве военных трофеев, как добычу терроризма — отвратительны и аморальны. Произошедшее должно показать всем во всём мире, что недопустимо оказывать помощь этой гнусной организации.
Министр иностранных дел Франции Лоран Фабиус сказал, что «президент Франсуа Олланд попросил нас установить контакт с президентом Нигерии и сказать ему, что группы наших специалистов в регионе со всеми необходимыми средствами передаются в распоряжении Нигерии».
6 мая боевики «Боко харам» похитили ещё восемь школьниц возрастом от 12 до 15 лет из деревни Варабе. По свидетельству жителя деревни Лазаруса Мусы, «их было много, у всех было оружие. Боевики приехали на двух автомобилях, выкрашенных в армейские цвета. Они начали стрелять по нашей деревне», а затем на грузовиках увезли девочек в неизвестном направлении, взяв с собой провизию и несколько голов домашнего скота. Позже они напали на соседний населённый пункт и похитили ещё 3 девочек. Ночью того же дня боевики на бронированных автомобилях атаковали город Гамбору-Нгала в штате Борно на границе с Камеруном. Сенатор Ахмед Занну сообщив, что размещённый в городе гарнизон сил безопасности незадолго до нападения уехал для преследовании боевиков-похитителей школьниц, сказал, что нападавшие «поджигали дома, магазины и расстреливали жителей, которые пытались спастись из огня. Подтверждено, что в результате нападения погибли около 300 человек. Почти все дома в городе разрушены». Между тем, правительство всё больше подвергается критике со стороны родителей похищенных девочек, так как оно, по их мнению, не прилагает должных усилий для поиска детей.
7 мая полиция Нигерии объявила вознаграждение в 50 миллионов найр (около 300 тысяч долларов США) за информацию, которая поможет в поиске школьниц.
По состоянию на 8 мая, в заложницах 223 девочки, 53 удалось бежать из плена. При этом, президент Нигерии Гудлак Джонатан сказал, что армия не знает, где находятся похищенные. Одновременно в школе города Чибок, откуда увезли девочек, собрались их матери, с требованием от властей Нигерии незамедлительно начать операцию по их освобождению.
На проходящем в Абудже Мировом экономическом форуме президент Нигерии Гудлак Джонатан заявил, что похищение стало поворотным моментом в борьбе с мятежниками-исламистами и поблагодарил Китай, США, Великобританию и Францию за помощь, «особенно в такое трудное время, когда страна стоит перед лицом террористической угрозы», добавив, что помощь станет «решающим ударом по террористам. Я верю, что похищение этих девочек станет началом конца террора в Нигерии. Если страх вынудит вас отказаться от борьбы, то террористы смогут праздновать победу».
8 мая представитель Пентагона Стив Уоррен сообщил, что в ближайшие дни группа военных экспертов из 10 человек прилетит в Нигерию для помощи в поиске школьниц. Они будут частью межведомственной команды, состоящей из представителей госдепартамента и министерства юстиции.
8 мая генеральный секретарь ООН Пан Ги Мун в телефонном разговоре с президентом Нигерии Гудлаком Джонатаном выразил глубокую обеспокоенность судьбой похищенных школьниц. Пресс-секретарь генсекретаря отметила, что генеральный секретарь ООН «разделяет боль семей девочек и народа Нигерии в столь тяжёлое для страны время», подчеркнув, что «нападения на детей и школы являются грубым нарушением международного права и не могут быть оправданы ни при каких обстоятельствах».
8 мая главный прокурор Международного уголовного суда Фату Бенсуда сообщила, что суд может заняться рассмотрением дела о похищении школьниц. По её словам, «эти действия могут представлять собой преступления, которые попадают под юрисдикцию МУС. Подобным поступкам нет оправдания. Необходимо сделать все возможное, чтобы привлечь к правосудию виновных в этих ужасных действиях или в Нигерии, или в МУС».
9 мая боевики взорвали мост на окраине города Гамбору-Нгала в штате Борно. Взрыв произошёл в тот момент, когда местные жители проводили массовую похоронную церемонию жертв нападения 5 мая. В результате погибли 30 человек, а под завалами могут находиться множество людей. На брифинге в Женеве пресс-секретарь Управления ООН по делам беженцев Адриан Эдвардс выразил глубокую озабоченность волной нападений на гражданских лиц в Нигерии, так как по словам местных жителей, жестокость и интенсивность этих атак — беспрецедентны:
Люди рассказывают о сожженных дотла участках и домах, о полностью разрушенных деревнях, о том, как на переполненных рынках взрывают гранаты, убивая людей и домашний скот.
Члены Совета Безопасности ООН также осудили серию нападений, совершенных «Боко харам», потребовав немедленно освободить захваченных ими школьниц. В тот же день, по сообщению министерства иностранных дел Великобритании в Нигерию прибыли эксперты по борьбе с терроризмом:
В группу входят представители различных правительственных ведомств, они будут работать совместно с властями Нигерии. Команда будет заниматься не только недавними инцидентами, но и долгосрочной работой по борьбе с терроризмом с целью предотвращения подобных атак в будущем. Группа будет тесно сотрудничать с коллегами из США и других стран, координируя с ними усилия.
Тем временем, в правозащитной организации «Amnesty International» утверждают, что группы гражданского патруля за несколько часов до похищения сообщили силам безопасности, что члены «Боко харам» направляются к школе, объясняя бездействие недостаточностью ресурсов и страхом вступать в бой с лучше вооружёнными исламистами. В частности, правозащитница Сьюзан Флуд сказала, что:
Мы получили достоверную информацию из многочисленных источников в Нигерии о том, что военных предупреждали о возможном нападении “Боко харам” на школу в Чибоке. Таким образом, похищение более 200 школьниц можно было предотвратить. Были предупреждения, но ничего не было сделано, чтобы спасти этих девочек.
Однако, министр информации Нигерии Лабаран Маку заявил, что сомневается в обоснованности претензий «Amnesty International», но пообещал начать проверку после отчёта организации. По словам местных жителей, боевики за последние дни взорвали уже два моста у района похищения школьниц, чтобы ограничить доступ в регион и усложнить поиски девочек.
Международная кампания за освобождение школьниц начала набирать обороты. В митинге солидарности в Нью-Йорке принял участие мэр города Билл де Блазио. Подобная демонстрация состоялась и в канадском городе Торонто. Губернатор штата Борно Кашим Шеттима сообщил, что у него есть информация о местонахождении похищенных школьниц, не став раскрывать их местонахождение, лишь сказав, что отправил всю информацию военным для проверки. При этом он отметил, что сомневается в том, что девочки были перевезены в Чад или Камерун. Ранее президент Франции Франсуа Олланд во время выступления в столице Азербайджана Баку предложил провести специальный саммит по обсуждению мер против «Боко Харам»:
Мы с президентом Нигерии Гудлаком Джонатаном решили провести встречу представителей соседних с Нигерией стран. Если все стороны согласятся, то она может состояться в следующую субботу.
.

#### 2014, май, 11—20 мая
11 мая премьер-министр Израиля Биньямин Нетаньяху в телефонном разговоре с президентом Нигерии Гудлаком Джонатаном выразил готовность оказать «содействие в поисках девочек и борьбе с террором, который захлестнул Нигерию». В коммюнике Совета ЕС по иностранным делам отмечается, что:
ЕС глубоко обеспокоен недавними террористическими атаками на севере Нигерии и потрясён страданиями, которые они принесли населению. Совет решительно осуждает беспорядочное убийство сотен мирных жителей, а также похищение более 200 школьниц в штате Борно. ЕС призывает незамедлительно и без условий освободить школьниц; ответственные за это должны понести наказание. ЕС поддерживает намерение СБ ООН рассмотреть необходимые меры против "Боко Харам".
11 мая на телеканале BBC в шоу «Воскресное утро с Эндрю Марром» по теме, касающейся похищения школьниц, принимал участие премьер-министр Великобритании Дэвид Кэмерон. В тот момент, когда время эфира подошло к концу, ведущий Эндрю Марр сказал Кэмерону: «Боюсь, что я вынужден попросить Вас заткнуться. Мне очень, очень жаль, что мы исчерпали время». В свою очередь Кэмерон, вместо того чтобы «закатить ведущему сцену», извинился перед ним: «Что-то меня понесло, прошу прощения».
12 мая лидер группировки «Боко Харам» Абубакар Шекау в распространённой видеозаписи заявил, что похищенные школьницы будут выпущены на свободу в обмен на освобождение всех арестованных боевиков. Он также подчеркнул, что девочки приняли ислам, и на съёмке показаны 130 девочек закутаных в хиджабы и молящихся в неустановленной сельской местности:
Эти девочки, о которых вы так печетесь.... мы их на самом деле освободили. Эти девочки стали мусульманками. Я клянусь всемогущим Аллахом, что вы их не увидите до тех пор, пока не освободите пойманных вами наших братьев.
На видеозаписи продолжительностью 17 минут, переданной агентству Франс пресс, три девочки рассказывают о своем положении. Две говорят, что раньше были христианками, а третья говорит, что всегда была мусульманкой. Позже от имени правительства Нигерии министр внутренних дел Абба Моро заявил об отказе от требований боевиков:
"Боко Харам" и другие повстанцы не могут диктовать условия. Не может идти и речи об обмене одного человека на другого.
Представитель администрации президента США сообщил, что на поиски похищенных направляется пилотируемый разведывательный самолёт, а также, что правительству Нигерии будут предоставляться снимки, сделанные со спутников. Позже, министр по особым поручениям в правительстве Нигерии Таниму Тураки заявил, что если Шекау искренен, ему следует направить своих представителей на переговоры:
Нигерия всегда открыта для диалога с повстанцами. Мы готовы обсуждать все проблемы, в том числе вопрос освобождения учениц лицея, похищенных в Чибоке.
На тот момент в Нигерии находились около 30 экспертов из ФБР и других силовых ведомств, помогающись вести поисковую операцию. Своих экспертов в помощь правительству страны также отправили Великобритания, Франция и Китай. В пути находится команда специалистов по борьбе с терроризмом из Израиля, так как Гудлак Джонатан принял предложение Нетаньяху. Лидер общины Чибока Думома Мпур заявил, что трёх девочек опознали на видео их друзья и матери:
Родители, увидевшие своих дочерей, с тревогой ждут известий и следят за всеми мерами, предпринимаемыми правительством. Они надеются на помощь иностранных специалистов, прибывших в Нигерию, хотя пока что в самом Чибоке ни одного солдата что-то не видно.
Видеозапись прокомментировал и губернатор штата Борно:
Все девочки на видео – ученицы школы города Чибок. 36 из них уже опознаны родными, которые назвали нам их имена.
14 мая помощник президента США по национальной безопасности Сюзан Райс сказала, что США на данный момент не рассматривают возможность оказания военной помощи Нигерии для освобождения захваченных в заложницы школьниц, а инициатива в данном случае исходит от правительства Нигерии:
Мы направили туда команду из 30 человек, которая очень тесно сотрудничает с правительством Нигерии. Это дипломаты, военные советники, представители правоохранительных и разведывательных ведомств и даже специалисты по развитию. Сейчас самое главное найти, где находятся девочки. И на данный момент нет необходимости в отправке дополнительной помощи, если мы даже не знаем их место нахождения.
14 мая премьер-министр Великобритании Дэвид Кэмерон заявил о готовности направить в Нигерию военнослужащих для освобождения школьниц:
Мы предлагаем нигерийским властям дополнительное содействие в лице собственных военных, которые могли бы сотрудничать с группой американских экспертов, прибывших в страну ранее. Кроме того, для более точного анализа информации о местонахождении похищенных мы готовы направить в Нигерию самолёт-разведчик. Действия исламистов — это абсолютное зло. Весь цивилизованный мир сейчас не только осуждает похищение этих школьниц, но и готов предпринять решительные действия для их освобождения.
17 мая министр иностранных дел Великобритании Уильям Хейг предложил направить британских специалистов на помощь нигерийским военным в борьбе против «Боко Харам»:
Службы безопасности Нигерии оказались недостаточно подготовлены для проведения подобного рода операций. Об этом свидетельствует рост масштабов проблемы. Очень важно, чтобы Нигерия поддерживала высокие стандарты соблюдения прав человека и могла быстро координировать свои силы.
Позже, в своем микроблоге Twitter Хейг написал, что «разведывательный самолёт вылетел из Великобритании, чтобы помочь Нигерии найти похищенных школьниц». Самолёт—разведчик ВВС Великобритании Sentinel R1 с экипажем в пять человек, и способностью продолжительное время находиться на больших высотах, поднялся с базы ВВС Waddington в графстве Линкольншир для исследования северного региона Нигерии с помощью трехмерных снимков местности, получаемых с бортовых радаров. В период операции самолёт будет базироваться в Аккре, столице Ганы. Позже, по сообщению из министерства обороны Великобритании самолёт совершил вынужденную посадку в Сенегале из-за зафиксированного технического сбоя.
17 мая в Париже на саммите лидеров стран Западной Африки, представители Нигерии, Нигера, Чада, Камеруна и Бенина при поддержке США, Франции и Европейского Союза достигли принятия «глобального и регионального плана действий» по борьбе с группировкой «Боко харам», включающего обмен информацией, совместное наблюдение за границами, координацию действий в регионе, в том числе военные операции с участием французских военных. Президент Чада Идрис Деби сказал, что правительства сделают все необходимое для разрешения ситуации и начнут «полномасштабную войну против „Боко Харам“». Саммит был организован по инициативе президента Франции Франсуа Олланда, сказавшего, что:
Координация разведывательной деятельности, обмен информацией, централизация наших усилий, наблюдение за границами, военное присутствие, особенно вокруг озера Чад, возможность военного вмешательства, если это будет необходимым. Для Франции, однако, нет необходимости посылать войска — они и так присутствуют в регионе.
Президент Нигерии Гудлак Джонатан отметил, что:
„Боко Харам“ больше не является местной террористической группой религиозной направленности, как это было в Нигерии в 2000-х годах. С 2009 года она явно связала себя с „Аль-Каидой“, и теперь её лучше называть „Аль-Каидой в Западной и Центральной Африке“.
За несколько часов до встречи, в Камеруне были похищены 10 сотрудников китайской компании, и ещё один убит, а в Нигерии в результате нападения боевиков на деревню погибли 11 человек. А уже 18 мая на многолюдной улице в христианском районе города Кано на севере Нигерии смертник взорвал машину, начиненную взрывчаткой, в результате чего погибли пять человек и пять были ранены.

#### 2014, май, 21—31 мая
21 мая в письме конгрессу президент США Барак Обама написал о направлении около 80 военнослужащих в Чад в рамках усилий по поиску похищенных школьниц, для поддержки разведывательной воздушной операции над территорией севера Нигерии. Одновременно, Нигерийский союз учителей объявил, что все школы в стране будут закрыты, чтобы учителя могли участвовать в митингах под лозунгом «Верните наших девочек», и в память о 173 учителях, убитых боевиками. Однако, полиция не позволила демонстрантам, пройти к резиденции президента в Абудже, после чего им было зачитано послание президента Гудлака Джонатана, в котором он заявил, что правительство делает все возможное для освобождения девушек. В ходе нападения на деревню Чиконгудо рядом с городом Гамбору Нгала на северо-востоке Нигерии, боевики убили более 25 человек, сожгли почти все дома и украли еду.
Постоянный представитель Нигерии при ООН Джой Огу сообщил об официальном запросе Совета Безопасности ООН включить группировку «Боко харам» в список террористических организаций, связанных с «Аль-Каидой», и ввести против неё санкции, включающие замораживание активов связанных с группировкой юридических и физических лиц, запрет на зарубежные поездки, эмбарго на поставки им оружия. В ходе процедуры рассмотрения заявки, длившейся трое суток, ни одна из остальных 14 стран в Совбезе не возразила против такой меры. После, чего, постоянный представитель Австралии при ООН Гэри Куинлэн, возглавляющий комитет СБ по санкциям в отношении «Аль-Каиды», сообщил, что «„Боко харам“ внесена в список санкций по „Аль-Каиде“, учреждённый резолюцией 1267», вследствие расположения неопровержимыми доказательствами того, что члены группировки «проходили подготовку вместе с боевиками „Аль-Каиды в странах исламского Магриба“, в частности, учились создавать самодельные взрывные устройства», сражались бок о бок с исламистами в Мали, и, что «в ноябре 2012 года предводитель „Боко харам“ Абубакар Шекау заявил о солидарности с „Аль-Каидой“ в Ираке, Афганистане, Йемене, Сомали, Сирии и других странах».
Куинлэн сказал, что отследить финансовые потоки группировки трудно, так как её члены работают в джунглях и пользуются скорее наличными, чем «сложными банковскими операциями». Посол США в ООН Саманта Пауэр сказала, что «сегодня Совет Безопасности сделал важный шаг в поддержке усилий правительства Нигерии, чтобы победить „Боко Харам“ и привлечь её руководство, на счету которого многочисленные убийства, к ответственности за зверства».
Как стало известно, с лидерами группировки «Боко Харам» встречался посредник, уполномоченный вести переговоры, и побывал в месте, где удерживают похищенных. Стороны почти пришли к соглашению отпустить некоторых девочек в обмен на освобождение арестованных членов группировки, но правительство Нигерии отменило сделку после того, как президент Гудлак Джонатан вернулся с парижской конференции. Правительство Нигерии никак не прокомментировало прекращение переговоров, не исключив возможность их возобновления. Позже, начальник штаба ВВС Нигерии маршал Алекс Бадех выступая перед демонстрантами, собравшимися возле здания министерства обороны в Абудже на акцию протеста против бездействия властей, заявил, что удалось установить местонахождение похищенных школьниц, не став уточнять, где они находятся, заявив, что применение силы для их освобождения исключается:
Хорошие новости для девочек заключаются в том, что мы знаем, где они, но мы не можем сказать вам. Можем ли мы отправить войска туда, где их удерживают? Мы не можем убить наших девочек в попытке вернуть их обратно. Никто не вправе заявлять, что нигерийская армия не знает, что делает. Мы знаем, что делаем. Президент солидарен с нами, он уполномочил нас сделать эту работу.
Диалог с представителями «Боко харам», поручено вести независимым деятелям Алию Тешаку, Ахмаду Салкида и австралийцу Стиву Дэйвису.
28 мая заведующий отделом образования штата Борно Муса Инува заявил о побеге четырёх девочек из плена у боевиков. По его словам, число пленниц сейчас составляет 219 девочек.
29 мая президент Нигерии Гудлак Джонатан выступая по телевидению отдал приказ о проведении широкомасштабной операции против боевиков «Боко харам», разрешив применять «любые необходимые средства, предусмотренные законом, чтобы обеспечить достижение поставленной цели»:
Я полон решимости защитить нашу демократию, национальное единство и политическую стабильность, начав тотальную войну с терроризмом. Я отдал приказ о широкомасштабной операции, чтобы покончить с безнаказанностью террористов на нашей земле. С помощью нигерийцев, наших соседей и мирового сообщества мы освободим наших девочек и избавим Нигерию от террористов. Преступники будут уничтожены.

### 2014, июнь
4 июня несмотря на запрещение проводить демонстрации, жители Абуджи приняли участие в акции протеста на 50-й день после похищения школьниц с требованием «Верните наших девочек!» к правительству Нигерии. 

## Реакция и международная кампания
Генеральный секретарь ООН Пан Ги Мун осудил похищение школьниц и призвал немедленно их освободить, так как «нападения на школы и школьников представляет собой грубое нарушение международного гуманитарного права», а школы «есть и должны оставаться безопасными местами, где дети могут учиться и расти в мире».
Пакистанская девушка Малала Юсуфзай, пережившая покушение боевиков Талибан, заявила, что похитители «в корне неверно толкуют ислам, забывая что слово „ислам“ означает „мир“. Они не имеют представления об исламе, они должны брать Коран и читать его. Когда я услышала о похищении девушек в Нигерии, я почувствовала огромную печаль. Я решила: раз мои сестры в тюрьме, я должна говорить за них. Как они могут брать в плен собственных сестер и обращаться с ними так бесчеловечно?».
23 апреля юрист из Нигерии Ибрахим Абдуллахи разместил в своем микроблоге Twitter фразу «Верните наших девочек», которую произнесла представитель Всемирного банка Оби Эзеквесили на одном из мероприятий под эгидой ЮНЕСКО. Эта фраза начала распространяться став хештегом, призывающим власти Нигерии содействовать освобождению похищенных, которым поделились бывший госсекретарь США Хиллари Клинтон и официальный аккаунт ООН. Американская актриса и посол доброй воли Управления Верховного комиссара по делам беженцев ООН Анджелина Джоли, также не обошла это событие:
Я очень опечалена случившемся, постоянно думаю об этих девочках — испуганных, терпящих насилие, возможно, уже проданных. Их похитители не только считают, что девочки не должны учиться, что абсолютное заблуждение, ведь это их право, это крайне важно для девочек, но они обращаются с ними как с вещами, подвергают насилию… Если мировое сообщество ничего не сделает, то они наверняка захотят повторить это. Эти люди знали, что выйдут сухими из воды… Они могут так обращаться с женщинами — продавать их, насиловать, использовать как вещь, потому что и в прошлом им не о чем было беспокоиться из-за культуры безнаказанности. Поэтому мы работаем не только над тем, чтобы вернуть девочек домой, но и делаем все возможное, чтобы подобные случаи не происходили в дальнейшем.
В этой международной кампании приняла участие и супруга президента США Мишель Обама. В официальном микроблоге Twitter размещена фотография, на которой она держит табличку с хештегом «Верните наших девочек» (англ. #BringBackOurGirls). В сопровождающем сообщении говорится, что:

Наши молитвы — с пропавшими в Нигерии девочками и их семьями. Пришло время вернуть наших девочек.
Оригинальный текст (англ.)Our prayers are with the missing Nigerian girls and their families. It's time to #BringBackOurGirls.

Позже, Мишель Обама выступила с еженедельным президентским обращением вместо Барака Обамы накануне Дня матери, отмечающегося в США 11 мая, сказав, что похищение школьниц, являющееся частью кампании по запугиванию девочек по всему миру, стремящихся получить образование, «возмутило и опечалило» нас, и приведя в пример случай Малалы Юсуфзай, заявила:
Давайте молиться за спасение девочек. Их семьи – в наших сердцах в это очень тяжёлое для них время. Давайте сделаем так, чтобы каждая девочка на планете имела право на образование. Случившееся в Нигерии не является каким-то отдельным случаем. Каждый день мы видим по всему миру, как девочки рискуют своими жизнями, чтобы исполнить свою мечту. Смелость и упование, которые демонстрируют по всему миру девочки вроде Малалы, должны послужить для нас призывом к действию.
В то же время, есть мнение, что всё это — диванный активизм. По словам Мкеки Мута, дяди одной из похищенных девочек:
Есть такая пословица: «дела говорят громче слов». Лидеры со всего мира вышли и сказали, что помогут вернуть девочек, но сейчас мы ничего не слышим. Хочу спросить: почему? Они что, и не собирались ничего делать, даже то, что всем наобещали? Просто выходит, что это была такая политическая игра, а судьба девочек их на самом деле не беспокоит».